# 5e division de réserve (Empire allemand)
Pour les articles homonymes, voir 5e division.
La 5e division de réserve est une unité de l'armée allemande qui participe à la Première Guerre mondiale. Elle forme avec la 6e division de réserve le IIIe corps de réserve chargé du siège d'Anvers. La division participe ensuite aux combats dans les Flandres avant d'être transférée sur le front de l'est.
De décembre 1914 à avril 1917, la division combat dans le secteur polonais du front durant l'offensive de Gorlice-Tarnów, puis est engagée lors de l'offensive russe Baranowitschi. À partir d'avril 1917, la division est de retour sur le front de l'ouest d'abord vers Les Éparges, puis occupe une position sur le Chemin des Dames durant l'été. En 1918, la division est engagée dans la deuxième phase de l'opération Michael, puis au mois de juin dans la bataille du Matz avant de prendre part aux combats défensifs de l'armée allemande dans la Somme au cours de l'été et de l'automne 1918. Après la signature de l'armistice, la division est transférée en Allemagne où elle est dissoute au cours de l'année 1919.

## Première Guerre mondiale

### Composition

#### Composition à la mobilisation - 1915
- 9e brigade d'infanterie de réserve

8e régiment d'infanterie de réserve
48e régiment d'infanterie de réserve
- 10e brigade d'infanterie de réserve

12e régiment d'infanterie de réserve
52e régiment d'infanterie de réserve
- 3e bataillon de jäger de réserve
- 3 escadrons du 2e régiment de dragons de réserve
- 5e régiment d'artillerie de campagne de réserve (6 batteries)
- 2e et 4e compagnies du 3e bataillon de pionniers de réserve

#### 1916
- 10e brigade d'infanterie de réserve

8e régiment d'infanterie de réserve
12e régiment d'infanterie de réserve
48e régiment d'infanterie de réserve
- 5e régiment d'artillerie de campagne de réserve (6 batteries)
- 3 escadrons du 2e régiment de dragons de réserve
- 2e et 4e compagnies du 3e bataillon de pionniers de réserve

#### 1917
- 10e brigade d'infanterie de réserve

8e régiment d'infanterie de réserve
12e régiment d'infanterie de réserve
48e régiment d'infanterie de réserve
- 90e commandement d'artillerie divisionnaire

5e régiment d'artillerie de campagne de réserve
- 1 escadron du 2e régiment de dragons de réserve
- 305e bataillon de pionniers

#### 1918
- 10e brigade d'infanterie de réserve

8e régiment d'infanterie de réserve
12e régiment d'infanterie de réserve
48e régiment d'infanterie de réserve
- 90e commandement d'artillerie divisionnaire

5e régiment d'artillerie de campagne de réserve
4e bataillon du 5e régiment d'artillerie à pied
- 5e escadron du 4e régiment de dragons (pl)
- 305e bataillon de pionniers

### Historique
Au déclenchement du conflit, la 5e division de réserve forme avec la 6e division de réserve le IIIe corps de réserve rattaché à la Ire armée allemande.

#### 1914
- 10 - 18 août : concentration de la division dans la région de Krefeld[1].
- 18 - 22 août : entrée en Belgique, poursuite des troupes belges.
- 22 août - 10 octobre : progression vers Malines et Vilvorde. Engagée dans le siège d'Anvers.
- 10 - 16 octobre : progression de la division vers le sud par Gand et Bruges.
- 19 octobre - 30 novembre : engagée dans la première bataille d'Ypres, le 19 octobre attaque en direction de Nieuport. Au début du mois de novembre, la division occupe un secteur vers Bikschote et la forêt d'Houthulst, puis un secteur du front entre Dixmude et Langemark[1].
- 1er - 6 décembre : retrait du front, transport par V.F. vers le front de l'est, rattachée à la IXe armée allemande commandée par Mackensen.
- 6 - 17 décembre : combats dans la région de Lowicz-Sanniki.
- 17 décembre 1914 - février 1915 : occupation d'un secteur du front le long de la Rawka et de la Bzoura.

#### 1915
- février : la division est rattachée à la Xe armée allemande et combat autour de Przasnysz.
- mars - 16 juillet : durant cette période, une brigade de la division combat dans la région de Kaunas avec la Xe armée. La seconde brigade rattachée à la IXe armée occupe un secteur du front le long de la Bzoura. La division est ensuite reformée et occupe un secteur devant Varsovie et combat le long de la Bzoura et de la Pilica. Le 52e régiment de réserve est transféré à la 107e division d'infanterie nouvellement créée[1].
- 16 juillet - 5 août : engagée dans l'offensive de Gorlice-Tarnów, combat dans la région de Varsovie.
- 6 - 18 août : combat le long de la Vistule et du Bug.
- 18 - 24 août : combat le long de la Pulwa (de) et du Nurzec pour franchir les rivières.
- 25 - 31 août : combats dans la région de Bialowieska et de Puszcza.
- 1er - 12 septembre : combat le long de l'Iasselda et de la Zelwianka.
- 13 - 18 septembre : engagée dans la bataille de Slonim.
- 19 septembre 1915 - 16 avril 1916 : occupation d'un secteur du front le long de la Chtchara et du Servetch.

#### 1916
- 16 avril - 19 juin : retrait du front, repos et mise en réserve des IXe et XIIe armées allemandes.
- 20 juin - 3 juillet : mouvement vers le front, occupation d'un secteur le long de la Pripiat.
- 3 - 29 juillet : engagée dans l'offensive de Baranavitchy, la division subit de lourdes pertes. Le seul 8e régiment de réserve déplore la perte de 1 200 hommes[1].
- 30 juillet 1916 - 9 avril 1917 : occupation d'un secteur du front le long de la Chtchara et du Servetch.

#### 1917
- 9 - 15 avril : retrait du front, transport par V.F. vers le front de l'ouest par Brest Litovsk, Varsovie, Oppeln, Breslau, Görlitz, Dresde, Leipzig, Sondershausen, Francfort-sur-le-Main, Sarrebruck, Metz pour atteindre Mars-la-Tour[1].
- 16 avril - 26 mai : mouvement vers Saint-Maurice-sous-les-Côtes repos ; puis occupation d'un secteur vers Les Éparges et la tranchée de Calonne.
- 27 mai - 23 juillet : mouvement de rocade, placée en réserve dans la région de Sissonne, puis occupation d'un secteur sur le plateau de Californie, engagée dans la bataille du Chemin des Dames.

24 juin, 3 et 22 juillet : attaque allemande sur le plateau de Californie.
- 23 juillet - 10 août : retrait du front, repos dans la région de Ramecourt et La Selve.
- 11 août 1917 - 21 janvier 1918 : mouvement vers le front, occupation d'un secteur sur le plateau de Californie, vers Craonne et Corbeny.

1er novembre : à la suite de la progression française lors de la bataille de la Malmaison, les unités allemandes sur le Chemin des Dames sont contraintes de se replier au-delà de l'Ailette.

#### 1918
- 22 janvier - 21 février : relevée par la 108e division d'infanterie retrait du front, repos et instruction dans la région de Chimay[3].
- 21 février - 26 mars : mouvement vers le front, relève de la 113e division d'infanterie et occupation d'un secteur vers Juvincourt-et-Damary[2].
- 26 mars - 11 avril : mouvement de rocade, engagée dans l'opération Michael et renforce la ligne de front dans la région de Chauny à partir du 2 avril.
- 11 - 25 avril : retrait du front, repos en seconde position.
- 25 avril - 1er juin : relève de la 242e division d'infanterie[2] et occupation d'un secteur du front vers Conchy-les-Pots.
- 1er - 30 juin : engagée dans la bataille du Matz, combat vers Courcelles, retrait de la première ligne vers le 17 juin.
- 30 juin - 8 août : retrait du front, repos à l'est d'Amiens.
- 8 - 20 août : mouvement vers le front, occupation d'un secteur dans la région de Tracy-le-Mont, repli devant la pression des troupes alliées, la division déplore la pertes de nombreux hommes faits prisonniers[2].
- 20 - 29 août : retrait du front, repos dans la région de Saint-Gobain.
- 29 août - 2 septembre : mouvement vers le front vers Champs.
- 2 septembre - 7 octobre : retrait du front repos dans la région de Laon.

16 - 18 septembre : participe à une contre-attaque en soutien de la 80e division de réserve (en) entre Sancy et Vauxaillon.
- 7 - 23 octobre : transport par V.F. vers Tupigny et Mennevret, engagée à partir du 9 octobre dans le secteur de Bohain-en-Vermandois face à l'aile droite de la 4e armée britannique.
- 23 octobre - 5 novembre : relevée par la 200e division d'infanterie[2], retrait du front, repos.
- 5 - 11 novembre : en ligne dans le secteur de Trélon. Après la signature de l'armistice, la division est transférée en Allemagne où elle est dissoute au cours de l'année 1919.

## Chefs de corps
| Grade           | Nom                    | Date                            |
| --------------- | ---------------------- | ------------------------------- |
| Generalmajor    | Richard Voigt          | 2 août - 25 décembre 1914       |
| Generalmajor    | Max von Diringshofen   | 26 décembre 1914 - 18 juin 1916 |
| Generalmajor    | Wilhelm von Woyna      | 19 juin - 28 décembre 1916      |
| Generalleutnant | Friedrich von Auwärter | 14 avril 1917 - 9 février 1919  |